# Adnaviria
Innerhalb der Viren stellen die Adnaviria einen Realm dar, die höchste monophyletische Gruppierung von Viren. Die Benennung stammt von der A-förmigen DNA der Mitglieder dieses Realms, während -viria besagt, dass es sich um ein Realm handelt.
Die Adnavieia parasitieren Archaeen. Typisch für die Adnaviria ist ein filamentöses (fadenförmiges) Virion mit einem doppelsträngigen DNA-Erbgut, welches für ein größeres, dimeres Kapsidprotein kodiert. Dieses Hüllprotein weist eine Faltung auf, die vom SIRV2-Virus bekannt ist (englisch Sulfolobus islandicus rod-shaped virus 2, Familie Rudiviridae).

## Systematik
Aufgrund strukturellen Ähnlichkeiten mit der Familie Tristromaviridae wurde die Ordnung Ligamenvirales und die Familie Tristromaviridae in der Klasse Tokiviricetes vereint.
Die Systematik des Realms ist nach ICTV wie folgt (Stand Anfang März 2025):
Realm Adnaviria
- Reich Zilligvirae
  - Phylum Taleaviricota
    - Klasse Tokiviricetes
      - Ordnung Ligamenvirales
      - Ordnung Maximonvirales
      - Ordnung Primavirales